# Бжуза (Лодзинське воєводство)
Бжуза (пол. Brzuza) — село в Польщі, у гміні Джевиця Опочинського повіту Лодзинського воєводства.
Населення — 213 осіб (2011).
У 1975-1998 роках село належало до Радомського воєводства.

## Демографія
Демографічна структура станом на 31 березня 2011 року:
|          | Загалом | Допрацездатний вік | Працездатний вік | Постпрацездатний вік |
| -------- | ------- | ------------------ | ---------------- | -------------------- |
| Чоловіки | 107     | 30                 | 66               | 11                   |
| Жінки    | 106     | 21                 | 60               | 25                   |
| Разом    | 213     | 51                 | 126              | 36                   |